# Sunnyslope
Sunnyslope – jednostka osadnicza w Stanach Zjednoczonych, w stanie Waszyngton, w hrabstwie Chelan.